# Shoddy the Tailor
Shoddy the Tailor è un cortometraggio muto del 1915 diretto da Will Louis e prodotto dalla Lubin.

## Produzione
Il film fu prodotto dalla Lubin Manufacturing Company.

## Distribuzione
Distribuito dalla General Film Company, il film - un cortometraggio in una bobina - uscì nelle sale USA il 23 gennaio 1915.